# Maurice Lemaire
Maurice Lemaire (Gerbépal, 25 mei 1895 - Parijs, 20 januari 1979), was een Frans gaullistisch politicus.

## Biografie
Maurice Lemaire werd op 25 mei 1895 geboren in Gerbépal, departement Vosges. Hij was als ingenieur werkzaam bij de spoorwegen en werd na de Bevrijding van Frankrijk directeur-generaal van de nationale spoorwegmaatschappij Société Nationale des Chemins de fer Français (SNCF). Van 1947 tot 1977 was hij burgemeester van Colroy-la-Grande (Vosges) en van 1951 tot 1969 was hij conseiller général (lid van de Generale Raad) van het kanton Raon-l'Étape (Vosges).
Maurice Lemaire was van 1951 tot 1978 lid van de Franse Nationale Vergadering (Assemblée Nationale) voor de gaullistische partijen: Rassemblement du Peuple Français (RPF, 1951-1955), Union des Républicains d'Action Sociale (URAS, 1953-1956), Républicains Sociaux (RS, 1956-1958), Union pour la Nouvelle République (UNR, 1958-1971), Union pour la Défense de la République (UDR, 1971-1976) en uiteindelijk de Rassemblement pour la République (RPR, 1976-1978).
Maurice Lemaire was van 28 juni 1953 tot 23 februari 1955 minister van Wederopbouw en Huisvesting in de kabinetten-Laniel en Mendès France. In het kabinet-Mollet was hij staatssecretaris van Industrie en Handel (21 februari 1956 - 13 juni 1957).
Maurice Lemaire was van 1969 tot 1978 conseiller général van het kanton Provenchères-sur-Fave (Vosges) en van 1974 tot 1978 was hij conseiller régional (lid van de Regionale Raad) van de regio Lotharingen.
In 1958 trad Lemaire terug uit de politiek. Hij overleed op 83-jarige leeftijd.